# 新闻

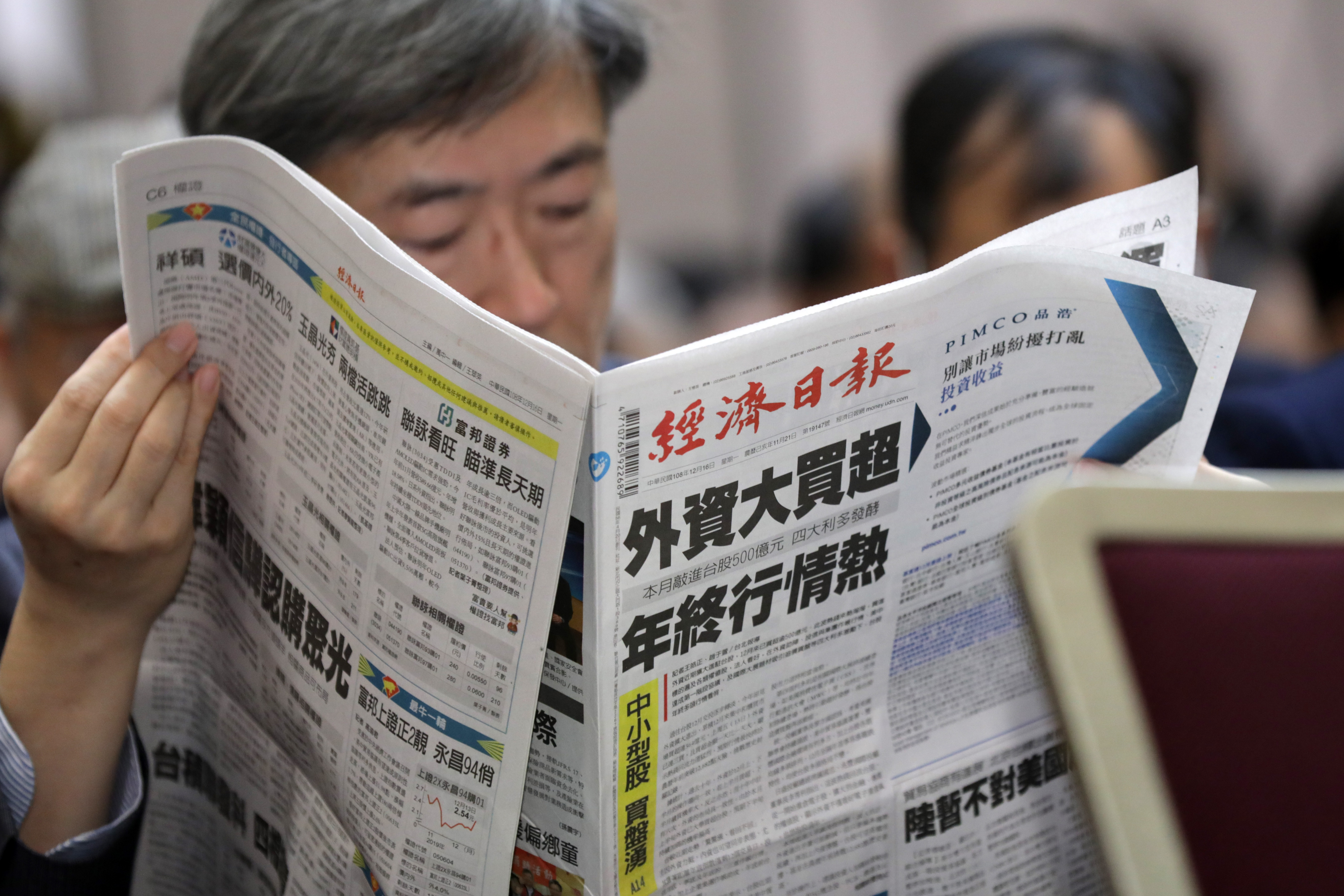
一位正在阅读报纸的老人。报纸是主要新闻传播媒体之一

新闻通常指新闻机构发布的最近发生事件的消息报道。

## 歷史

### 文字新聞
唐代已有“新闻”一词，孙处玄言：“恨天下无书以广新闻。”唐末詩人李咸用有《冬夕喜友生至》、《春日喜逢乡人刘松》詩，都曾提到“新闻”一词。姚福申《中国古代官报名实考》稱“唐代在宣宗以后是有朝报的，至于以前是否有，尚需史料进一步证实。”
南宋赵升的《朝野类要》一书记载：“边报，系沿边州郡，列日具干事人探报平安事宜，实封申尚书省枢密院；朝报，日出事宜也，每日门下后省编定，请给事判报，方行下都进奏院，报行天下，其有所谓内探、省探、衙探之类，皆衷私小报，率有漏泄之禁，故隐而号之曰新闻。” 
在中文里，现代意义上的“新闻”一词，最早见于1828年创刊于马六甲的月刊《天下新闻》 。

## 定義
据程栋新著《第二代新闻学》，新闻的定义分两层：
- 本体论含义：新闻是先在于主体的客观事物变动的重要信息；
- 认识论含义：新闻是主体感知到的、或传播并为受众所接收到的客观事物变动的重要信息 。

认识论新闻包括：
- 感知新闻：进入主体的客观事物变动的重要信息 。
- 媒介新闻：用符号进入媒介系统传播并为受众所接收到的客观事物变动的重要信息 。

比如通过報紙、電視、廣播節目或網路的形式對最新事件進行的報導。涵蓋範圍包括地方、全國以至全世界。新聞報導有自己特定的寫作格式，記者要以第三者的身份作客觀和中立的報導。

## 要素
新闻要素指的是构成新闻的必需材料，一般来说有六个：
- 人物（Who）
- 时间（When）
- 地点（Where）
- 事件（What）
- 事件发生的原因（Why）
- 事件发生的过程（How）

故有时也称“5W+1H”理论。
明确了新闻要素，对于新闻工作有很大的帮助。首先是有助于记者在采写新闻时迅速地弄清每一个事实的要点，有助于新闻采写和防止新闻失实；其次是有助于记者迅速抓住新闻的重点，便于在导语写作中突出新闻重点；最后是有助于明了新闻体裁的要义，比如消息侧重“what”，通讯侧重“how”，而深度报道侧重“why”。
中国最早提出“新闻六要素”说的论著是1918年徐宝璜所著的《新闻学大意》（后在1919年正式出版，并更名为《新闻学》）。书中是这样阐述的：“新闻六要素，以新闻精采及数问题之简单答案组成之……至简单答复之问题，不出如下列之六种，即何事？何地？何时？何人？为何及如何？……此六问题，非须全答。其如有无关重要者则可不必答复。至其后，并无一定之次序，因六问题比较之重要，至不一定也，有时新闻之精彩，即为此六问题中答案之一”。

## 英文名稱
新聞的英文為news，也可譯為新消息、新訊。其來歷有兩種看法：一是取new（新的）複數，表達新東西、新訊息之意，二是取北（North）、东（East）、西（West）、南（South）的首字母，意為四方所起之事即是新闻。

## 相關影視作品
電影
- 《主播之死》[需要解释]
- 《獨家腥聞》

## 外部連結
- 中的“News media by country”